# Dar Gai
Dar Gai (Дар Гай, vollständiger Name Daria Gaikalowa; geboren 1989 in Kiew) ist eine ukrainische, in Indien tätige Filmproduzentin, -regisseurin und Drehbuchautorin. 

## Leben

### Ausbildung und Arbeit
In der Ukraine war Gaikalowa ab ihrem zehnten Lebensjahr Teil der Theatergruppe Incunabula, für die sie in Stücken auftrat und noch vor ihrem Ausbildungsabschluss auch Regie führte und Theaterfestivals organisierte. Auch gründete sie die Kunsteinrichtung Molfarnist und organisierte Ausstellungen. Sie erlangte an der Nationale Universität Kiew-Mohyla-Akademie einen Master in Philosophie mit Nebenfach Film und Theater. Nach zehn Jahren Theaterarbeit in der Ukraine beschloss sie, östliche Kulturen erkunden zu wollen, und bewarb sich an Schulen in China, Japan und Indien. 2011 wurde sie dann eingeladen, an der indischen Scindia School in Gwalior Theater und Deutsch zu unterrichten. An dem Film- und Kunstinstitut Whistling Woods International in Mumbai lehrte sie kreatives Schreiben und Film für dreieinhalb Jahre. Danach ging sie zurück in die Ukraine, um ihre Ausbildung weiterzuführen, und bewarb sich am Philosophiebereich der Nationalen Taras-Schewtschenko-Universität Kiew und am Karpeko-Kary-Institut für Dramaturgie und Regie, aber entschied sich nach wenigen Kursen gegen letztere Ausbildung.

### Karriere
Als Filmemacherin wählte sie die Kurzform ihres Namens, damit die Zuschauer nicht darüber nachdenken, dass die Filme von einer Ukrainerin oder von einer Frau gedreht wurden, und sich so vom Inhalt des Films ablenken würden. Gais Regiedebüt ist der Spielfilm Teen Aur Aadha (internationaler Titel: Three and a Half), der in Mumbai spielt. Sie produzierte den Film zusammen mit Dheer Momaya durch das von ihnen mitgegründete Produktionshaus Jugaad Motion Pictures. Der Film zeigt drei Geschichten in demselben Haus in verschiedenen Zeitepochen. Er entsprang einem früher gedrehten Kurzfilm, den sie dem Regisseur Anurag Kashyap zeigte, der zuerst vorschlug, ihn neu zu drehen, und dann, einen Langfilm daraus zu machen. Sie schrieb das Drehbuch für diesen in Sri Lanka in fünf Tagen und drehte den Film mit einem durch Crowdfunding erworbenen Minimalbudget in drei Tagen. Der Film tourte durch über 35 Filmfestivals und gewann dabei zwölf Auszeichnungen.
Während einer Zwangspause von den Dreharbeiten zu Teen Aur Aadha entstand die Idee zu ihrem nächsten Film durch Klagen über die Lärmkulisse in Mumbai: Namdev Bhau handelt von einem Chauffeur und einem Jungen, die ein Tal der Stille suchen. Er wurde zu einem großen Teil durch Werbearbeiten finanziert und mit Mikrobudget, einer minimalen Crew und Nicht-Schauspielern realisiert. So ist etwa der Hauptdarsteller tatsächlich seit 45 Jahren Fahrer. Der Film hatte seine Weltpremiere beim Busan International Film Festival, die europäische beim Festival des British Film Institute und die indische beim Mumbai Film Festival. Außerdem eröffnete Gai mit ihm das Indische Filmfestival Stuttgart 2019.
Im Anschluss an ihre Filme drehte Gai Musikvideos unter anderem für Prateek Kuhad und Ritviz, in denen sie Intimität darstellt, ohne sich auf Körperlichkeit zu konzentrieren. Autor und Regisseur Shakun Batra engagierte sie daher während der Schreibphase für sein Liebesdrama Gehraiyaan, der im Februar 2022 erschien, für die intimen Szenen. Als Intimacy Director leitete sie ein dreiköpfiges Team mit Intimacy Coach Neha Vyas und Intimacy Coordinator Aastha Khanna. Aufmerksamkeit und Lob erzeugte ihre Besetzung dadurch, dass sie auch auf dem Filmposter eine Namensnennung als Intimacy Director erhielt.

### Persönliches
Im Oktober 2019 heiratete Gai ihren Produktionskollegen Dheer Momaya in Mumbai.

## Filmografie
- 2018: Teen Aur Audha (Regie, Drehbuch, Ko-Produktion)
- 2018: Namdev Bhau (Regie, Drehbuch, Ko-Produktion)

## Auszeichnungen und Nominierungen (Auswahl)
- 2018 LifeArt Festival: Nominierung für Jurypreis, für Teen Aura Aadha
- 2018 Odessa International Film Festival: Nominierung für Golden Duke, für Teen Aura Aadha
- 2018 Santa Cruz International Film Festival: Auszeichnung als Bester Film, für Teen Aura Aadha
- 2019 Ulju Mountain Film Festival: Nominierung für NETPAC Award, für Namdev Bhau